# Курмайор
Курмайор (фр. Courmayeur) — муніципалітет в Італії, у регіоні Валле-д'Аоста.
Курмайор розташований на відстані близько 620 км на північний захід від Рима, 28 км на захід від Аости.
Населення — 2809 осіб (2014).

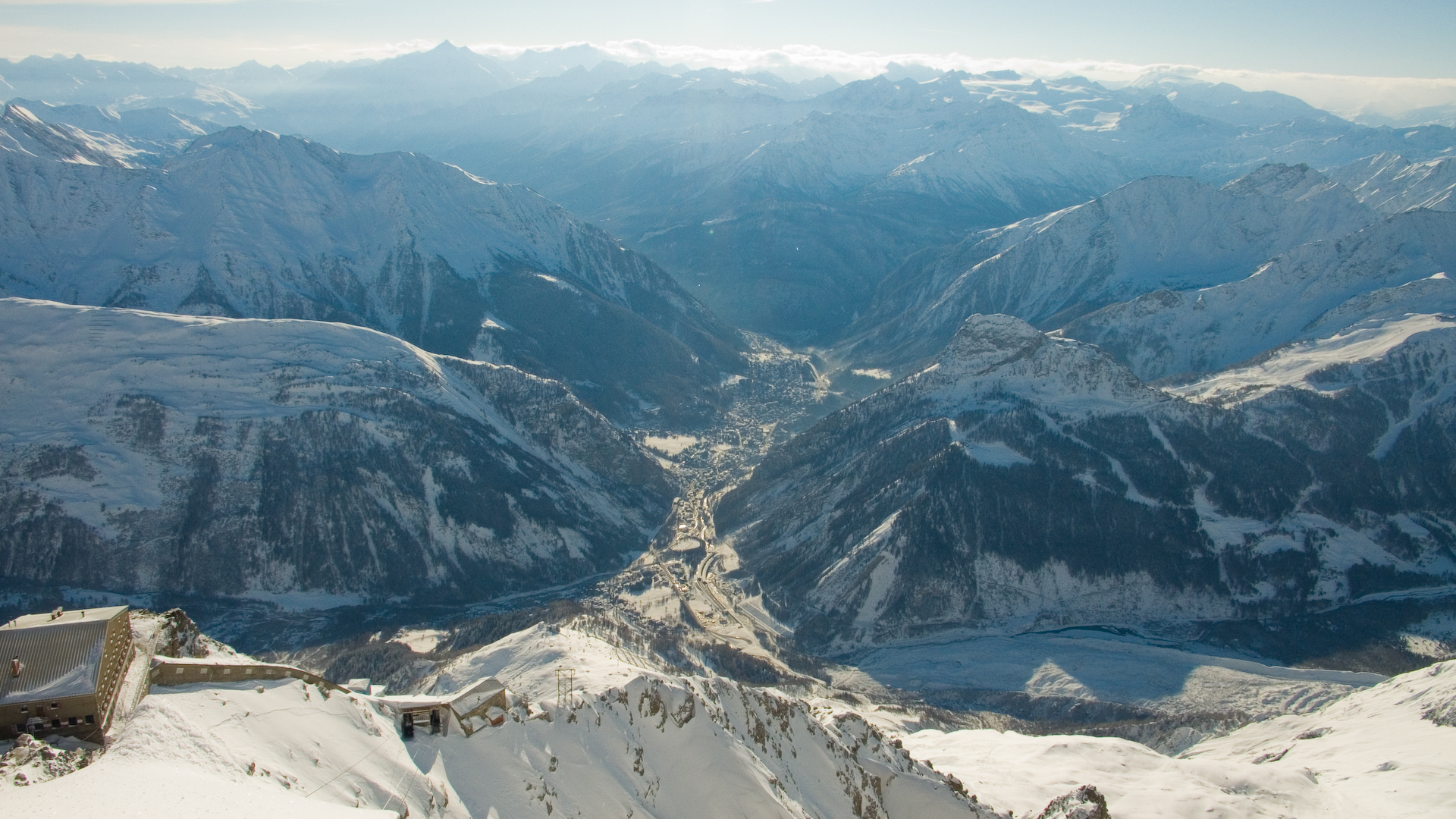

Щорічний фестиваль відбувається 27 липня. Покровитель — Святий Пантелеймон.

## Демографія
Населення за роками:

Станом на 1 січня 2023 року в муніципалітеті офіційно проживало 168 іноземців з 37 країн, серед них 73 громадяни країн Євросоюзу та 12 громадян України.

## Сусідні муніципалітети
- Бур-Сен-Моріс
- Шамоні-Мон-Блан
- Ла-Саль
- Ла-Тюїль
- Ле-Контамін-Монжуа
- Морже
- Орсьєр
- Пре-Сен-Дідьє
- Сен-Жерве-ле-Бен
- Сен-Ремі-ан-Босс